# Llaveiella
Llaveiella är ett släkte av insekter. Llaveiella ingår i familjen pärlsköldlöss.
Kladogram enligt Catalogue of Life:
| Llaveiella | \| \| Llaveiella dugmilleri \| \| \| \| \| \| Llaveiella taenechina \| \| \| \| |
|            | \| \| Llaveiella dugmilleri \| \| \| \| \| \| Llaveiella taenechina \| \| \| \| |
|            | Llaveiella dugmilleri                                                           |
|            |                                                                                 |
|            | Llaveiella taenechina                                                           |
|            |                                                                                 |